# Henry Friesen
Henry G. Friesen, OC, OM, kanadski biolog-endokrinolog, pedagog in akademik, * 31. julij 1934, Morden, Manitoba, Kanada, † 30. april 2025, Winnipeg, Manitoba.
Friesen je najbolj znan kot odkritelj prolaktina, hormona, simulira laktacijo v mlečnih žlezah.
Bil je član Kanadske kraljeve družbe in Ameriške akademije umetnosti in znanosti.